# Disphragis surinamensis
Disphragis surinamensis är en fjärilsart som beskrevs av Heinrich Benno Möschler 1877. Disphragis surinamensis ingår i släktet Disphragis och familjen tandspinnare. Inga underarter finns listade i Catalogue of Life.